# فرودگاه کیرونا
فرودگاه کیرونا (به انگلیسی: Kiruna Airport) یک فرودگاه همگانی مسافربری با کد یاتا KRN است که یک باند فرود سنگفرش دارد و طول باند آن ۲۵۰۲ متر است. این فرودگاه در شهر کیرونا کشور سوئد قرار دارد و در ارتفاع ۴۶۰ متری از سطح دریا واقع شده‌است.

## شرکت‌های هواپیمایی و مقصدهای پروازی
| شرکت‌های هواپیمایی          | مقصدهای پروازی |
| -------------------------- | --- |
| نروجین ایر شاتل            | استکهلم-آرلاندا |
| هواپیمایی اسکاندیناوی      | استکهلم-آرلاندا، اومئو چارتر فصلی: هیترو لندن                                                                                          |
| Transun اجرا توسط انتر ایر | چارتر فصلی: بیرمنگام، بورنموث، بریستول، دونکاستر شفیلد رابین‌هود، ایست میدلند، اکستر، هامبرساید، لیدز برادفورد، گاتویک، منچستر، نیوکاسل |